# Васил Тинчев (комунист)
Васил Тинчев Маринов (Марков) е български интербригадист и политик от първата половина на ХХ век, деец на БРСДП и БКП в Разградски окръг.

## Биография
Васил Тинчев е роден на 8 октомври 1901 г. в село Правец, Софийско. Учи две години в гимназията в Орхание, но не я завършва, за да издържа семейството си. 
През 1921 г. Тинчев отново е в Правец, където е съосновател на комсомолската организация. Работи като общински чиновник, но е уволнен за пропаганда на революционни идеи. Установява се и живее в село Хебиб, Кеманларско към 1922 г., а от 1923 г. е член на БКП. Установява връзки с Вела Пискова и се включва в подготовката на Септемврийското въстание. През 1924 - 1925 гг. е ятак на бойната чета на Гатьо Гатев, но е разкрит и арестуван. Осъден е и излежава 6-месечен затвор. През 1926 г. 
заедно с Боян Михнев организира канал за извеждане на нелегални лица през Добруджа към СССР и Испания.
Преди 1928 г. Тинчев започва дейност като организатор на Окръжния комитет на БКП в Русе и се включва в Трудовия блок, за който агитира в целия Исперихски район срещу кандидатите на Демократическия сговор. През 1932 г. Тинчев участва в учредяването на Исперихския околийски комитет на БКП. Привлича в организацията сестра си Цоцка Тинчева, съпругата си Велка и редица членове с турско самосъзнание. След Деветнадесетомайския преврат работническите организации в Русе и Исперих са разпадат и много от активните им членове като Тинчев минават в нелегалност. След 5 май 1935 г. Васил Тинчев е осъден задочно на 15 години затвор след безуспешна пропагандна акция в село Кара Михал.  
През 1937 г. се включва като интербригадист в Гражданската война в Испания, където е политкомисар на батареята „Васил Коларов“. Попада като политзатворник в лагера „Гюрс“ във Франция заедно с Неделчо Чобанов. Разболява се и умира на 5 юни 1940 във Франция.

## Памет
През 1963 г. Тодор Живков открива паметник на Васил Тинчев във Владимировци. Улици в Исперих и близките села Китанчево и Подайва днес носят неговото име.